# Lacinipolia restora
Lacinipolia restora är en fjärilsart som beskrevs av Smith 1910. Lacinipolia restora ingår i släktet Lacinipolia och familjen nattflyn. Inga underarter finns listade i Catalogue of Life.